# Chaitophorus parvus
Chaitophorus parvus är en insektsart som beskrevs av Hille Ris Lambers 1935. Enligt Catalogue of Life ingår Chaitophorus parvus i släktet Chaitophorus och familjen långrörsbladlöss, men enligt Dyntaxa är tillhörigheten istället släktet Chaitophorus och familjen borstbladlöss. Arten är reproducerande i Sverige. Inga underarter finns listade i Catalogue of Life.